# Roberto Ríos Osorio
Roberto Ríos Osorio (Santurce, 14 agosto 1957) è un ex cestista portoricano.

## Carriera
Con Porto Rico ha disputato i Giochi olimpici di Seul 1988.